# Nicolas Caignet de Fréauville
Nicolas Caignet di Fréauville (Fréauville, 1250 – Avignone, 15 gennaio 1323) è stato un cardinale francese, appartenente all'ordine domenicano.

## Biografia
Divenne professore di filosofia e di teologia alla Sorbona di Parigi. Fu confessore e consigliere del re Filippo il Bello. Nel 1304, è stato intermediario tra francesi e fiamminghi. Durante la disputa tra il re di Francia e Papa Bonifacio VIII, fu chiamato dal Papa a Roma, ma non si recò lì.
Caignet di Fréauville fu creato cardinale da papa Clemente V nel concistoro del 15 dicembre 1305. Fu tra i principali inquisitori nel processo contro i Templari e partecipò al Concilio di Vienne nel 1311. Fu Camerlengo del Collegio Cardinalizio nel 1312-1313 e predicò la crociata in Francia come legato. Nel 1312 gli fu assegnata in commendam la titolarità di Santa Prassede.
Ha partecipato al conclave del 1314-1316, durante il quale fu eletto papa Giovanni XXII.
È stato autore di numerose opere sulla liturgia.
La sua tomba era nella Cappella del Rosario nella chiesa dei Giacobini a Rouen.